# Atelierhaus Blaesi
Das Atelierhaus Blaesi steht an der Adligenswilerstrasse 31 in der Schweizer Stadt Luzern. Es liegt an einem Hang (genannt Halde) oberhalb des Vierwaldstättersees in der Nähe des Hotels Montana und der Schweizerischen Hotelfachschule Luzern.

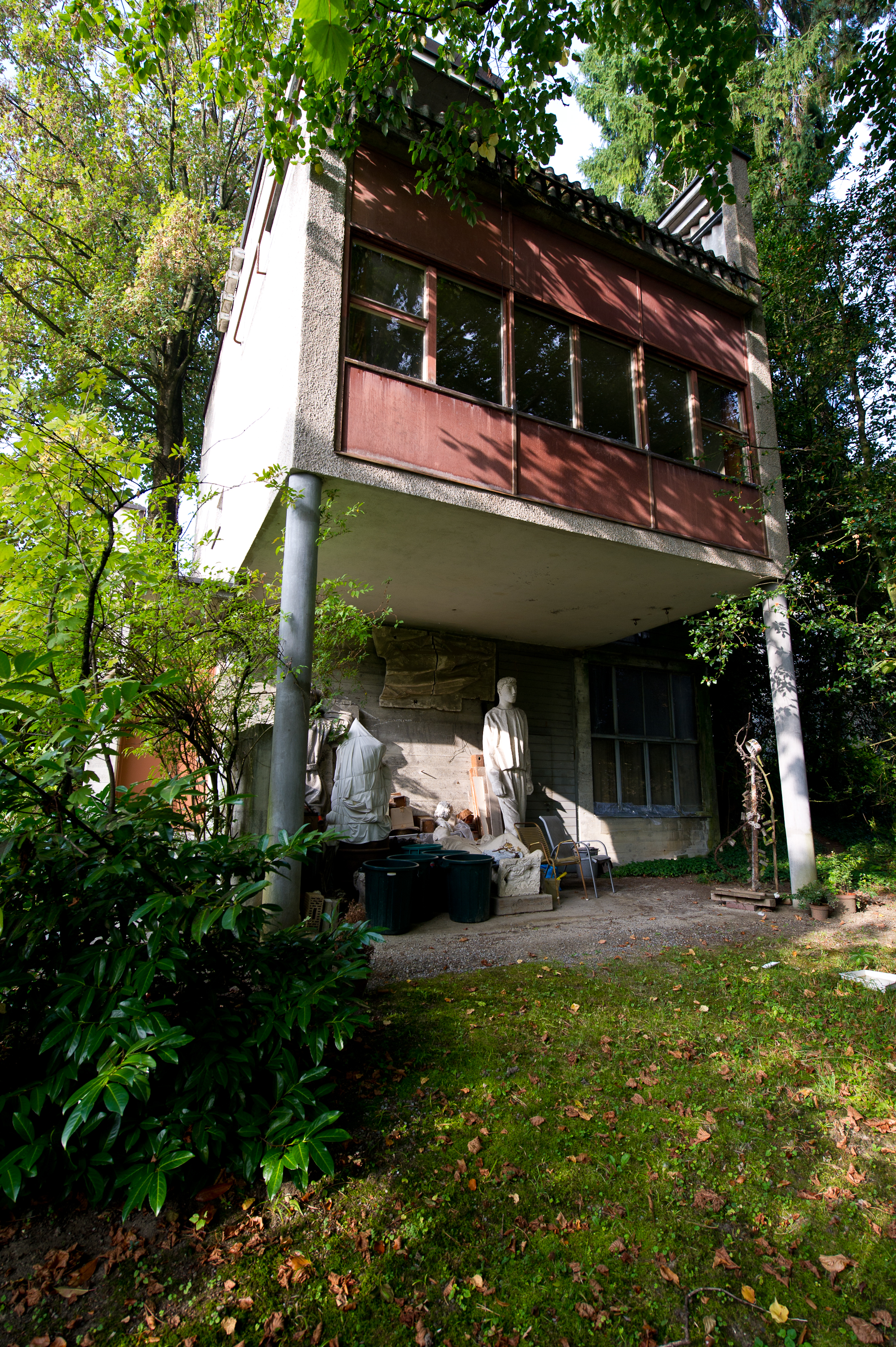
Atelierhaus (Front)

## Gebäude
Das Einfamilienhaus ist gleichzeitig Atelier und Wohnung. Es ist im Stil des Neuen Bauens errichtet und ist auf der Liste der Kulturgüter in Luzern als national bedeutend aufgeführt.

## Geschichte und Nutzung
1937 und 1938 wurde das Gebäude nach Plänen des Schweizer Architekten Albert Zeyer erbaut. August Blaesi (ein Schweizer Bildhauer) bezog es im gleichen Jahr mit seiner Familie als seinen Wohnsitz. Seine Tochter Ursula lebt heute noch im Haus.